# باول بيدل
باول بيدل (بالإنجليزية: Paul Beadle)‏ هو نحات نيوزيلندي، ولد في 25 نوفمبر 1917 في Hungerford ‏ في المملكة المتحدة، وتوفي في 28 ديسمبر 1992 في نيوزيلندا.